# エドゥアール・モイーズ
エドゥアール・モイーズ(Édouard Moyse、出生した時の名はÉdouard Abraham、1827年11月27日 - 1908年6月1日）はフランスの画家である。ユダヤ人の生活などを題材に描いた画家である。

## 略歴
ナンシーに生まれた。父親は商人のモイーズ・アブラーム（Moyse Abraham）でモイーズは父親のファーストネームを姓とした。パリに出て、フランス国立高等美術学校でミシェル・マルタン・ドロランに学び、18歳になった1882年にサロン・ド・パリに出展し、銀賞を受賞した。
1880年代から、ユダヤ人に関する題材の絵画を描き始めた。ユダヤ教でも「偶像崇拝」が禁じられていた中で、フランスではモイーズと同い年のエドゥアール・ブランドン（Édouard Brandon）や15歳ほど若い、アルフォンス・レヴィ（Alphonse Lévy）らがユダヤの美術の先駆けとなった。ドイツでは、オッペンハイム（Moritz Daniel Oppenheim:1800-1882）が最初のユダヤ人画家とされ、ポーランドにはマウリツィ・ゴットリープ（Maurycy Gottlieb:1856-1879）らがいた。
生涯を通じて、フランスにおけるユダヤ人の歴史の重要なエピソードやユダヤ人の生活を題材とした。1870年にユダヤ人慈善家、Herz Cerfbeer of Medelsheim はモイーズを「ラビの画家」（le peintre des rabbins）と評した。
描いた題材には、ナポレオンがユダヤの戒律とナポレオン憲法（共和暦12年憲法）とを問うために1807年に召集した大サンヘドリンを描いたものなどがある。

## 作品
- La bénédiction de l’aïeul.
- Le Grand Sanhédrin, 1867.
(蔵)ユダヤ歴史美術館
- Sermon dans un oratoire israélite., 1897.
(蔵)ユダヤ歴史美術館